# Marvin Rittmüller
Marvin Rittmüller (Erfurt, 7 marzo 1999) è un calciatore tedesco, difensore dell'Eintracht Braunschweig.

## Carriera

### Club
Rittmüller è cresciuto nelle giovanili del Colonia, dove ha trascorso due stagioni nella squadra riserve in Regionalliga fra il 2018 e il 2020.
Nell'estate del 2020 è stato acquistato dall'Heidenheim con cui ha debuttato in 2. Bundesliga il 27 settembre entrando in campo nel secondo tempo dell'incontro perso 4-2 contro il St. Pauli. Con il club rossoblu ha trovato poca continuità ma ha conquistato il campionato di seconda divisione al termine della stagione 2022-2023.
Il 16 giugno 2023 è stato ceduto all'Eintracht Braunschweig.

### Nazionale
Fra il 2016 e il 2017 ha giocato con la Germania Under-18.

## Statistiche

### Presenze e reti nei club
Statistiche aggiornate al 4 febbraio 2024.
| Stagione        | Squadra                | Campionato      | Campionato | Campionato | Coppe nazionali | Coppe nazionali | Coppe nazionali | Coppe continentali | Coppe continentali | Coppe continentali | Altre coppe | Altre coppe | Altre coppe | Totale | Totale | Totale |
| Stagione        | Squadra                | Comp            | Pres       | Reti       | Comp            | Pres            | Reti            | Comp               | Pres               | Reti               | Comp        | Pres        | Reti        | Pres   | Reti   |        |
| --------------- | ---------------------- | --------------- | ---------- | ---------- | --------------- | --------------- | --------------- | ------------------ | ------------------ | ------------------ | ----------- | ----------- | ----------- | ------ | ------ | ------ |
| 2018-2019       | Colonia II             | RL              | 30         | 1          |                 | -               | -               |                    | -                  | -                  |             | -           | -           | 30     | 1      |        |
| 2019-2020       | Colonia II             | RL              | 23         | 1          |                 | -               | -               |                    | -                  | -                  |             | -           | -           | 23     | 1      |        |
| 2020-2021       | Heidenheim             | 2L              | 12         | 0          | CG              | 0               | 0               |                    | -                  | -                  |             | -           | -           | 12     | 0      |        |
| 2021-2022       | Heidenheim             | 2L              | 10         | 0          | CG              | 0               | 0               |                    | -                  | -                  |             | -           | -           | 10     | 0      |        |
| 2022-2023       | Heidenheim             | 2L              | 14         | 0          | CG              | 1               | 0               |                    | -                  | -                  |             | -           | -           | 15     | 0      |        |
| 2023-2024       | Eintracht Braunschweig | 2L              | 14         | 0          | CG              | 0               | 0               |                    | -                  | -                  |             | -           | -           | 14     | 0      |        |
| Totale carriera | Totale carriera        | Totale carriera | 103        | 2          |                 | 1               | 0               |                    | -                  | -                  |             | -           | -           | 104    | 2      |        |

## Palmarès

### Club

#### Competizioni nazionali
- Campionato tedesco di seconda divisione: 1

Heidenheim: 2022-2023